# Pattinaggio di velocità agli VIII Giochi asiatici invernali - 10000m maschile
La gara dei 10000m maschili si è svolta il 22 febbraio 2017 al Meiji Hokkaido-Tokachi Oval di Sapporo in Giappone.

## Risultati
| Rank | Pair | Atleta           | Tempo    | Note |
| ---- | ---- | ---------------- | -------- | ---- |
| 1    | 2    | Lee Seung-hoon   | 13:18.56 |      |
| 2    | 4    | Ryosuke Tsuchiya | 13:23.74 |      |
| 3    | 3    | Seitaro Ichinohe | 13:44.73 |      |
| 4    | 3    | Dmitriy Babenko  | 13:47.90 |      |
| 5    | 2    | Josh Capponi     | 14:06.42 |      |
| 6    | 4    | Lee Jin-yeong    | 14:14.13 |      |
| 7    | 1    | Wu Yu            | 14:18.81 |      |
| 8    | 1    | Vishwaraj Jadeja | 15:49.38 |      |